# Vitória Sport Clube B
O Vitória Sport Clube é um clube desportivo da cidade de Guimarães, Portugal, onde se praticam diversas modalidades. O presente artigo é sobre a sua Equipa B de Futebol, que joga na Liga 3, o terceiro escalão da modalidade em Portugal. 
O Vitória de Guimarães B foi fundado em 2012 e tem como único objetivo formar jogadores para a equipa principal num contexto competitivo, de forma a sustentar a equipa principal no presente e no futuro.
As equipas reservas em Portugal jogam no mesmo sistema de liga que a equipa sénior, e não numa liga de equipas reservas. No entanto, não podem jogar na mesma divisão da sua equipa sénior, pelo que o Vitória B é inelegível para promoção à Primeira Liga e não pode participar na Taça de Portugal e na Taça da Liga.

## História

#### Contexto das equipas "B"
Antes do final da temporada de futebol 2011/12 em Portugal, sete clubes da Primeira Liga anunciaram o seu interesse em construir uma equipa reserva para preencher as seis vagas disponíveis para competir na Segunda Liga. Desses sete, cinco clubes foram selecionados para participar da competição considerando as sua posição na Primeira Liga 2011/12, assim como o Marítimo, por já terem uma segunda equipa competindo. Assim, no final de maio de 2012, foi anunciado oficialmente que as equipas "B" dos seis clubes da Primeira Liga competiriam na Segunda Liga 2012/13, o que aumentaria o número de times na liga de 16 para 22, bem como aumentaria o número de jogos necessários em uma temporada de 30 para 42 jogos.
A LPFP que organiza os escalões do futebol profissional em Portugal anunciou que para os clubes competirem na Segunda Liga 2012/13 teriam de pagar 50.000 €. Além disso, a LPFP também exigiria que os clubes seguissem novas regras em relação à seleção de jogadores, nas quais cada equipe 'B' deveria ter um elenco de no mínimo 10 jogadores formados na academia do clube, além de ter uma exigência de idade entre 15 e 21 anos de idade, e que tenham sido inscritos na Federação há três épocas desportivas. Cada equipa "B" poderá ter somente 3 jogadores com mais de 23 anos.

#### Primeiros anos
O Vitória B disputou o primeiro jogo a 12 de agosto de 2012, um empate sem golos em casa frente ao SC Covilhã, no Estádio do Varzim SC, na Póvoa de Varzim. A equipe encerrou a temporada de estreia com o rebaixamento na penúltima colocação.
Em 2013/14 sob o comando do técnico Armando Evangelista, o Vitória B conquistou a promoção instantânea do Campeonato Nacional de Seniores com uma vitória agregada por 2–0 sobre o Sport Benfica e Castelo Branco. Cinco anos depois, a equipa caiu novamente para a terceira divisão, no último lugar, depois de um empate 2–2 com a equipa reserva do norte, o SC Braga B, acabando as duas equipas por descer, a 7 de maio de 2019.
O Vitória SC B foi promovido em maio de 2021 à recém criada Liga 3 (terceira divisão), após uma boa temporada. Contudo, voltaria a descer dois anos depois ao Campeonato de Portugal (quarta divisão).
A equipa "B", que se apresenta num patamar intermédio entre a formação e a equipa principal, permitiu o crescimento sustentável do clube baseado na formação e após 10 anos verifica-se um enorme sucesso na aumento de competitividade da liga desportivamente e também financeiramente.

## Adeptos

#### Equipa B com Maiores Assistências nos Jogos da 2ª Liga
O Vitória Sport Clube B foi o clube com mais espectadores nos jogos da 2ª Liga, na época 2012/13, mais do que clubes que garantiram ou lutaram por a subida de divisão, como o CF Os Belenenses, FC Arouca, Leixões SC e Desportivo das Aves, e ainda das equipas "B" dos chamados "três grandes" (Benfica B, Porto B e Sporting B), apesar de ter realizado 2 jogos à “porta fechada” por castigos, onde se viu privado de ter o apoio do seu público nas bancadas do Estádio D. Afonso Henriques. Já na época de 2014/15, e desde então, volta a confirmar as boas assistências terminando a época como o 2º clube com a melhor assistência da 2ª liga, sendo que apenas o GD Chaves, clube que lutou pela subida de divisão, obteve melhor registo.
Atualmente a equipa "B" joga na Pista de Atletismo Gémeos Castro, onde continua a receber apoio considerável. A equipa irá a qualquer momento mudar-se para um novo recinto desportivo (miniestádio) que se encontra a ser construído no campo 5 da academia do Vitória SC com capacidade para 2 500 espectadores.

## Jogadores

#### Plantel Atual
- Atualizado até 13 Fevereiro 2022

Nota: Bandeiras indicam equipe nacional, conforme definido pelas regras de elegibilidade da FIFA. Os jogadores podem ter mais de uma nacionalidade não-FIFA.
| N.º |                 | Posição | Jogador                     |
| --- | --------------- | ------- | --------------------------- |
| 13  | Brasil          | D       | André Amaro                 |
| 20  | Angola          | A       | Nelson                      |
| 22  | Portugal        | M       | Gui Guedes                  |
| 41  | Costa do Marfim | M       | Ibrahima Bamba              |
| 46  | Portugal        | M       | João Tomaz                  |
| 47  | França          | A       | Jason Bahamboula            |
| 50  | Guiné-Bissau    | D       | João Ricciulli              |
| 58  | Portugal        | M       | Diogo Paulo                 |
| 60  | Costa do Marfim | D       | Zié Ouattara                |
| 62  | Portugal        | D       | Miguel Maga                 |
| 63  | Guiné-Bissau    | G       | Celton Biai                 |
| 66  | Brasil          | M       | Welton (on loan from Berço) |
| 67  | Cabo Verde      | A       | Hugo Cardoso                |
| 68  | Portugal        | D       | Maga                        |

| N.º |            | Posição | Jogador          |
| --- | ---------- | ------- | ---------------- |
| 71  | Portugal   | M       | Luís Esteves     |
| 72  | Portugal   | D       | Afonso Freitas   |
| 75  | Portugal   | A       | Iuri Tavares     |
| 78  | Portugal   | M       | Nuno Pereira     |
| 79  | Portugal   | A       | Herculano Nabian |
| 80  | Portugal   | M       | Dani Silva       |
| 82  | Portugal   | D       | Rui Correia      |
| 83  | França     | D       | Mamadou Tounkara |
| 87  | Portugal   | A       | João Pereira     |
| 89  | Portugal   | M       | Rafa Pereira     |
| 90  | Portugal   | A       | Pedro Soares     |
| 91  | Portugal   | D       | Hélder Sá        |
| 92  | Portugal   | G       | Sérgio Dutra     |
| 99  | Cabo Verde | G       | Mário Évora      |

#### Jogadores notáveis
Ao longo dos anos, pela equipa "B" já passaram e se formaram vários jogadores que singraram na Academia Vitoriana, com alguns a tornaram-se referências no mundo do futebol, particularmente:
- Ricardo Pereira
- Cafú
- Paulo Oliveira
- Hernâni
- Raphinha
- Josué Sá [en]
- Al-Musrati
- Óscar Estupiñán [en]
- Edmond Tapsoba
- Yann Bisseck
- André Almeida [en]
- Gui Guedes [en]
- André Amaro [en]
- Ibrahima Bamba [en]
- Tomás Händel [en]
- Alberto Costa [en]

## Estatísticas por Temporada

#### Registo Desempenho na Liga
Informações corretas no final da temporada 2023/24. Apenas jogos competitivos da liga são contabilizados.[carece de fontes?]
| Temporada | Liga | Pos.     | J  | V  | E  | D   | GF   | GS   | Pts | Melhor Marcador   | Golos | Ref. |
| --------- | ---- | -------- | -- | -- | -- | --- | ---- | ---- | --- | ----------------- | ----- | ---- |
| 2012–13   | 2D   | 21º      | 42 | 7  | 15 | 20  | 30   | 56   | 36  | Índio             | 6     |      |
| 2013–14   | 3D   | 1º       | 18 | 11 | 2  | 5   | 32   | 19   | 35  | Rui Areias        | 12    |      |
| 2013–14   | 3D   | 2º       | 14 | 8  | 4  | 2   | 29   | 13   | 28  | Rui Areias        | 12    |      |
| 2013–14   | 3D   | Play off | 2  | 1  | 1  | 0   | 2    | 0    | -   | Rui Areias        | 12    |      |
| 2014–15   | 2D   | 9º       | 46 | 19 | 8  | 19  | 71   | 57   | 65  | Rui Areias        | 14    |      |
| 2015–16   | 2D   | 13º      | 46 | 16 | 12 | 18  | 60   | 67   | 60  | Dénis Duarte      | 11    |      |
| 2016–17   | 2D   | 11º      | 42 | 18 | 6  | 18  | 54   | 50   | 60  | Dénis Duarte      | 9     |      |
| 2017–18   | 2D   | 11º      | 38 | 14 | 8  | 16  | 44   | 49   | 58  | Óscar Estupiñán   | 10    |      |
| 2018–19   | 2D   | 18º      | 34 | 6  | 13 | 15  | 41   | 57   | 31  | Abdul-Aziz Yakubu | 12    |      |
| 2019–20   | 3D   | 3º       | 25 | 14 | 6  | 5   | 52   | 28   | 48  | João Pedro        | 10    |      |
| 2020–21   | 3D   | 3º       | 18 | 8  | 8  | 2   | 33   | 14   | 32  | Herculano Nabian  | 7     |      |
| 2020–21   | 3D   | 1º       | 6  | 4  | 1  | 1   | 13   | 6    | 13  | Lucas Soares      | 9     |      |
| 2021–22   | 3D   | 4º       | 22 | 11 | 3  | 8   | 33   | 25   | 36  | Jota Pereira      | 6     |      |
| 2021–22   | 3D   | 4º       | 6  | 1  | 2  | 3   | 3    | 8    | 5   | Luís Esteves      | 5     |      |
| 2022–23   | 3D   | 12º      | 22 | 3  | 3  | 16  | 18   | 40   | 12  | Jason Bahamboula  | 3     |      |
| 2022–23   | 3D   | 4º       | 6  | 0  | 3  | 3   | 4    | 8    | 4   | Gonçalo Nogueira  | 1     |      |
| 2023–24   | 4D   | 8º       | 26 | 8  | 10 | 8   | 35   | 32   | 34  | Ronaldo Lumungo   | 7     |      |
| 2024–25   | 4D   | 1º       | 26 | 17 | 5  | 4   | 45   | 21   | 56  | Dénis Duarte      | 12    |      |
| 2024–25   | 4D   | 1º       | 6  | 3  | 2  | 1   | 14   | 11   | 11  | Dénis Duarte      | 12    |      |
| 2024–25   | 4D   | Play off | 1  | 0  | 0  | 1 p | 1(1) | 1(3) | -   | Dénis Duarte      | 12    |      |
| 2025–26   | 3D   |          |    |    |    |     |      |      |     |                   |       |      |

| Campeão | Vice-campeão | Terceiro lugar | Promoção | Despromoção |

## Ligações Externas
- Página inicial oficial